# Pere Lluís Galceran de Borja i de Castre-Pinós
Pere Lluís Galceran de Borja i de Castre-Pinós (també Galçeran, Garçeran o Garceran) (Gandia, 1528 — Barcelona, 1592) fou lloctinent de Catalunya (1590-92), darrer mestre de l'orde de Montesa (1540-87) i primer marquès de Navarrés.
Va ser el desè fill (sisè varó) dels dinou legítims del tercer duc de Gandia, Joan de Borja i Enríquez; el tercer dels dotze que va tenir amb la seva segona dona, Francesca de Castro i Pinós. Besnet, doncs, de Sa Santedat Alexandre VI i germà de pare de Francesc de Borja, divuit anys més gran. Circumstàncies diverses el van portar a ocupar, sent encara nen, un lloc de privilegi en l'ordre de successió del ducat, l'immediat al primogènit -el propi Francesc- i els seus descendents directes. Des de nen també, va ser senyor de la baronia de Navarrés, per donació del seu pare després de la mort el 1537 del seu germà el cardenal Roderic.
A la mort del seu pare (1543) regí el ducat de Gandia per encàrrec del seu germanastre Francesc de Borja i d'Aragó, aleshores lloctinent de Catalunya. El 1545 fou confirmat com a mestre de l'orde de Montesa per la intervenció del rei.
El desembre de 1566 fou nomenat governador i capità general de Tilimsen i Tunis i alcaid d'Orà i de Massalquivir, ciutats que fortificà. Va arribar a Orà el juny de 1567 acompanyat d'un nodrit seguici de cavallers de l'orde. El 1571 retornà a la península Ibèrica.
Al seu retorn va haver d'enfrontar-se a la Inquisició, acusat de sodomia. Va ser denunciat per vells enemics que van veure una ocasió per prendre venjança. S'imputaven a Galceran no només el delicte, sinó atorgar hàbits i encàrrecs a plebeus a canvi de favors sexuals. La sentència, llegida a finals de 1575, havia de ser relativament lleu: deu anys de reclusió al castell de l'Orde, que el condemnat, a més, va trencar. Renuncià al maestrat de Montesa a favor de la corona (1587), tot i que es reservà el títol fins a la seva mort.
El 14 d'octubre de 1590, el mestre va ser nomenat virrei i capità general del Principat de Catalunya i dels ducats de Rosselló i Cerdanya. Tenia llavors seixanta-dos anys, i una salut delicada. Abans d'ocupar el seu nou destí va viatjar des de Madrid a València, Gandia i Montesa, per arribar a Barcelona la primavera de 1591. Sota ordres del rei, va intentar infructuosament detenir el diputat del braç militar, Joan Granollacs i Pons, que es va refugiar al Palau de la Generalitat durant 11 mesos.
Tot just un any més tard, el 20 de març de 1592, divendres sant, va morir. Les seves restes, d'acord amb el seu mandat, van ser traslladats a Gandia per rebre sepultura al panteó familiar. La seva preocupació principal durant la lloctinència de Catalunya fou la persecució de bandolers, contra els quals mobilitzà sometents.
Poeta, fou elogiat per Cervantes i per Gaspar Gil Polo; Jaume Falcó li dedicà unes poesies llatines, i Francesc Garrido de Villena, la seva traducció castellana de l'Orlando innamorato de Boiardo (1577).